# Почувствуй себя живым!
«Почувствуй себя живым!» — третий студийный альбом российской хеви-метал группы «Скипетр», который вышел на лейбле Metalism Records 7 ноября 2014года.

## Об альбоме
Процесс записи альбома начался в середине марта 2014 года, когда на студии «MetalHearts» Дмитрием Порецким были записаны ударные инструменты. После этого группа переместилась в собственную студию, где в апреле-мае Виктором Одоевским были записана партии гитары. В мае-июне Екатерина Ефимова записала партии клавишных, в июне-августе Анастасия Романцова — вокал, в июле-августе Александр Первушин — бас-гитару.

## Список композиций
| №  | Название                   | Текст песни                | Музыка                                | Длительность |
| -- | -------------------------- | -------------------------- | ------------------------------------- | ------------ |
| 1. | «Ждёт успех»               | В. Одоевский, Д. Порецкий  | В. Одоевский                          | 4:00         |
| 2. | «Не плачь»                 | Д. Порецкий , В. Одоевский | В. Одоевский, Д. Порецкий, Е. Ефимова | 3:14         |
| 3. | «Будто завтра не наступит» | В. Одоевский, Д. Порецкий  | В. Одоевский, Д. Порецкий             | 2:41         |
| 4. | «Старая дорога»            | Д. Порецкий                | В. Одоевский                          | 3:32         |
| 5. | «Почувствуй себя живым»    | В. Одоевский, Д. Порецкий  | В. Одоевский, Д. Порецкий             | 3:53         |
| 6. | «Метель»                   | Д. Порецкий , В. Одоевский | В. Одоевский, Е. Ефимова              | 4:46         |
| 7. | «Будь осторожен»           | Д. Порецкий                | В. Одоевский, Д. Порецкий             | 2:44         |
| 8. | «Синица»                   | В. Одоевский, Д. Порецкий  | В. Одоевский                          | 3:10         |
| 9. | «Та самая песня»           | Д. Порецкий, В. Одоевский  | В. Одоевский                          | 3:48         |

## Участники записи
- Анастасия Романцова — вокал
- Виктор Одоевский — гитара
- Александр Первушин — бас-гитара
- Екатерина Ефимова — клавишные
- Дмитрий Порецкий — ударные